# Magnes

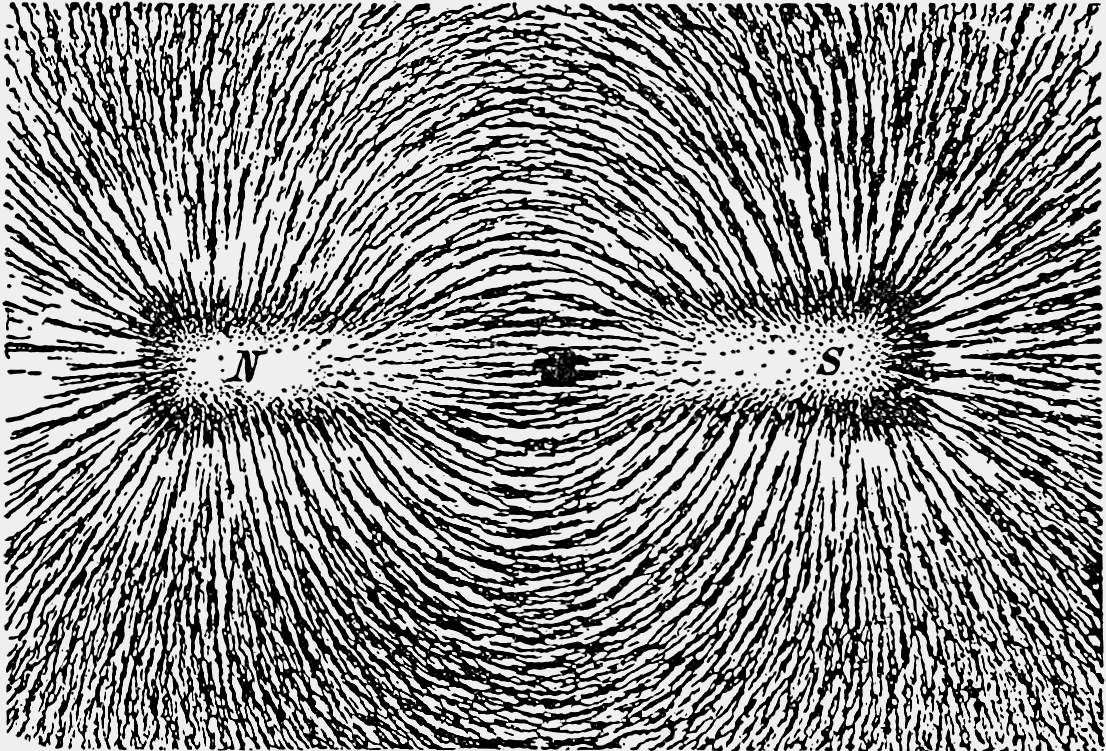
Pole magnesu sztabkowego zobrazowane metalowymi opiłkami

Magnes podkowiasty i jego pole magnetyczne

Magnes cylindryczny i jego pole magnetyczne

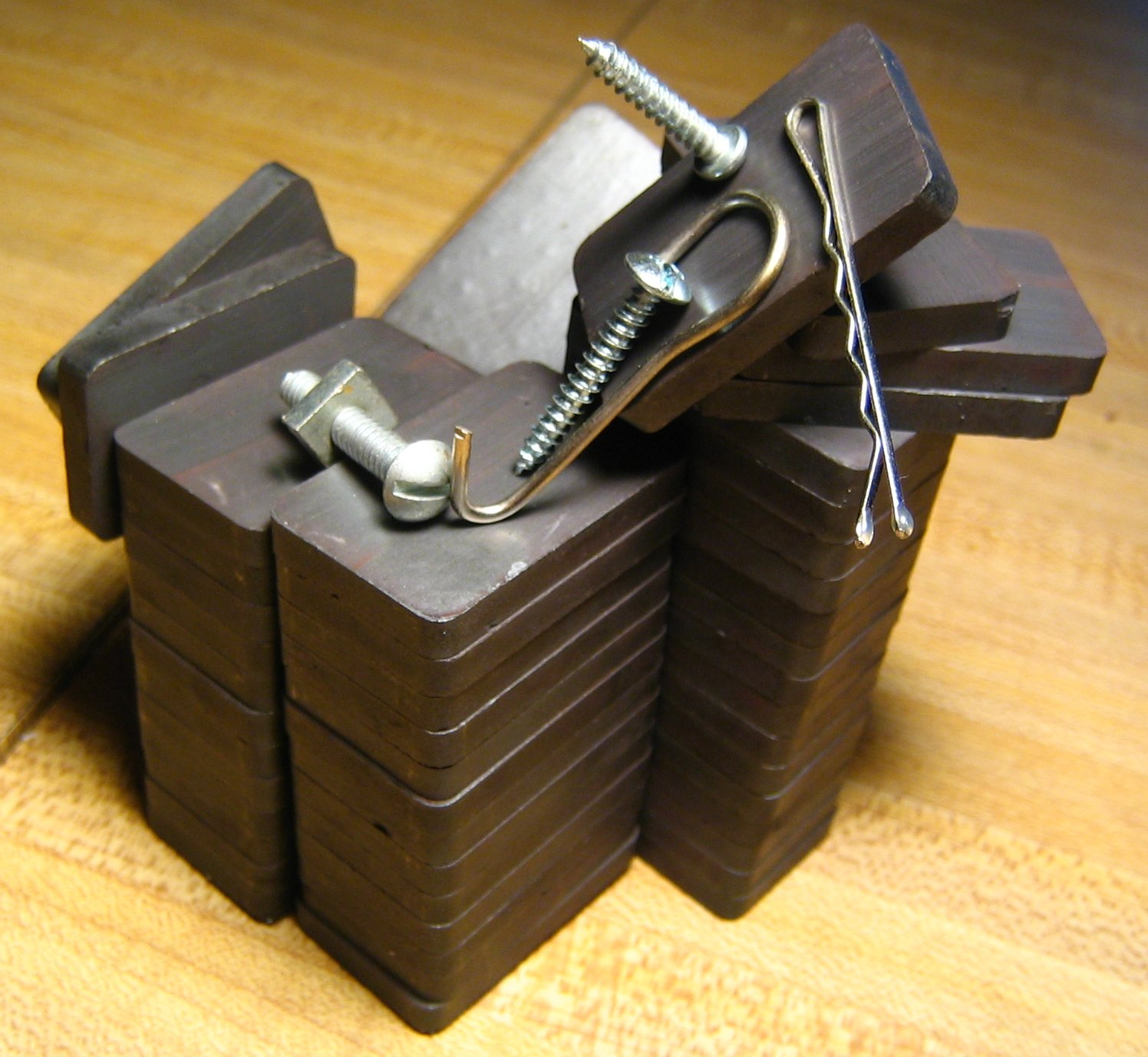
Stos magnesów ferrytowych

Magnes – ciało lub urządzenie wytwarzające stałe pole magnetyczne.

## Magnes trwały
Magnes trwały jest wykonany z materiału ferromagnetycznego o właściwościach magnetycznie twardych i wytwarza w otaczającej go przestrzeni stałe pole magnetyczne. Do opisu właściwości magnesu używa się umownie pojęcia biegunów magnetycznych – punktów, w których skupiają się linie wytwarzanego przez magnes pola. Magnes podzielony na dwie części staje się dwoma dwubiegunowymi magnesami. W wyniku podzielenia magnesu na najmniejszy z możliwych otrzymujemy magnes elementarny.
Ważną wielkością charakteryzującą magnes jest moment magnetyczny.
Pierwotnie nazwą magnes określano pewne rudy (magnesy naturalne, zwłaszcza magnetyt i piryt magnetyczny), które przyciągają kawałki żelaza lub inne magnesy. Magnes można także uzyskać przez namagnesowanie ciał ferromagnetycznych odznaczających się dużą pozostałością magnetyczną (tzw. stale twarde). Magnesy, używane początkowo tylko w kompasach, znalazły zastosowanie w wielu urządzeniach elektrycznych (silnikach elektrycznych, prądnicach, miernikach elektrycznych).

### Typy magnesów trwałych
Niektóre rodzaje magnesów:
- metali ziem rzadkich - w tym:
  - samarowo-kobaltowe – (SmCo5,Sm2Co17, SmCo7) jest związkiem samaru i kobaltu
  - neodymowe (spiekane i wiązane) – oparte na związkach neodymu
- ceramiczne – ceramiczne spieki tlenków żelaza
- plastyczne – magnesy niemetaliczne, są zbudowane z polimerów zawierających nikiel
- alnico – wykonane ze związków glinu (Al) niklu (Ni) i kobaltu (Co) (Al-Ni-Co)

## Siła oddziaływania dwóch biegunów magnetycznych
Wzór na siłę oddziaływania dwóch biegunów magnetycznych (tak zwane prawo Coulomba dla magnetyzmu), przy założeniu, że odległość między biegunami jest znacznie większa od rozmiarów ciał zawierających te bieguny, ma postać:
{\displaystyle F={\frac {\mu q_{m1}q_{m2}}{4\pi r^{2}}},}
gdzie:
{\displaystyle F} – siła; jednostka SI: niuton
{\displaystyle q_{m1}} i {\displaystyle q_{m2}} – „siła” poszczególnych biegunów (ładunków) magnetycznych; jednostka SI: amper×metr
{\displaystyle \mu } – przenikalność magnetyczna; jednostka SI: (tesla×metr)/amper
{\displaystyle r} – odległość; jednostka SI: metr.
Siła kulombowska podlega trzeciej zasadzie dynamiki Newtona: siły oddziaływania dwóch ładunków punktowych są sobie równe co do wartości bezwzględnej, lecz przeciwnie zwrócone wzdłuż prostej łączącej te ładunki.

## Elektromagnes
Elektromagnes to urządzenie wytwarzające pole magnetyczne w wyniku przepływu prądu elektrycznego.